# Classe Sirio
La classe Sirio (PBH) o classe Costellazioni 2ª serie è costituita da due unità del progetto denominato: Nuove Unità Pattugliamento d'Altura gestite operativamente dalla Marina Militare, e finanziate dal Ministero dei trasporti e della navigazione.

## Caratteristiche
Il progetto costruttivo di queste unità è basato largamente su quello delle NUMC con carena, scafo e sovrastruttura realizzati con caratteristiche stealth. Le NUPA e le NUMC condividono logistica, interoperabilità, caratteristiche del sistema di combattimento e sistema integrati di telecomunicazioni. Sono classificate dalla Marina Militare (utilizzatore) e da Fincantieri (costruttore) come pattugliatori d'Altura
L'apparato motore è Diesel con due motori Wärtsilä-NSD W12-V-26 XN dalla potenza complessiva di 8 640 kW con due eliche a passo variabile e permette alle unità una velocità massima di 22 nodi ed un'autonomia di 3 300 miglia a 14 nodi.
Ai servizi di bordo provvedono tre generatori diesel Isotta Fraschini 1708 T2 M2 da 600 kW ciascuno.
L'armamento è costituito da due cannoni automatici Alenia OTO Melara-Oerlikon KBA 25/80 da 25 mm. con predisposizione a prora per un cannone OTO Melara 76/62 Super Rapido.
L'unità può imbarcare un elicottero Agusta-Bell AB 212 ASW o NH-90 NFH.

## Unità
Le due unità, costruite a Muggiano e Riva Trigoso portano i nomi di due torpediniere della seconda guerra mondiale della Regia Marina che dopo il conflitto hanno prestato servizio come unità di scorta nella Marina Militare: Sirio e Orione.
Queste unità insieme alle NUMC sono inquadrate nel COMSQUAPAT1 del COMFORPAT, il Comando delle forze da pattugliamento per la sorveglianza e la difesa costiera ed hanno la loro base operativa ad Augusta(NAVE ORIONE A CAGLIARI). Il loro impiego è il pattugliamento costiero ed in particolare nel controllo del traffico mercantile e la sorveglianza nel controllo dell'immigrazione.

### Sirio(P 409)
Nave Sirio, costruito negli stabilimenti di Muggiano è stato varato l'11 maggio 2002 e consegnato alla Marina Militare il 30 maggio 2003.

### Orione(P 410)
Nave Orione, costruito negli stabilimenti di Riva Trigoso è stato varato il 27 luglio 2002 e consegnato alla Marina Militare il 1º agosto 2003.

## Galleria d'immagini

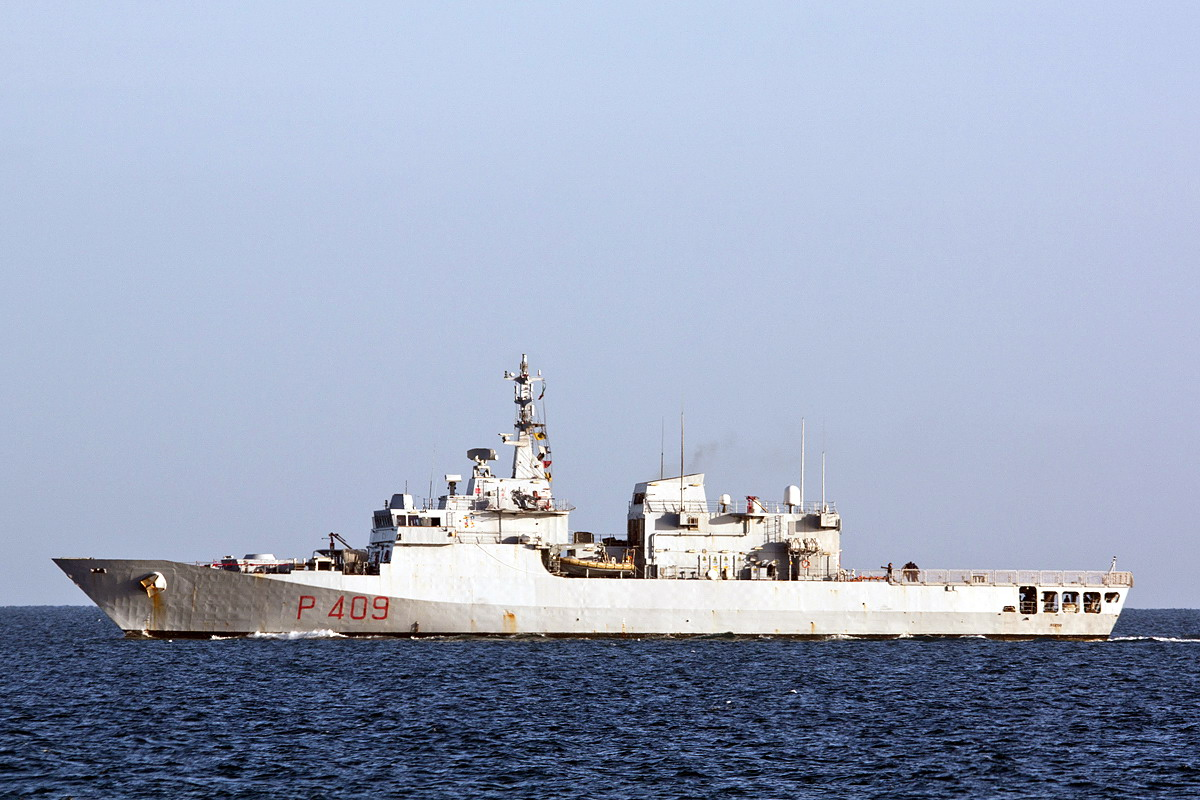
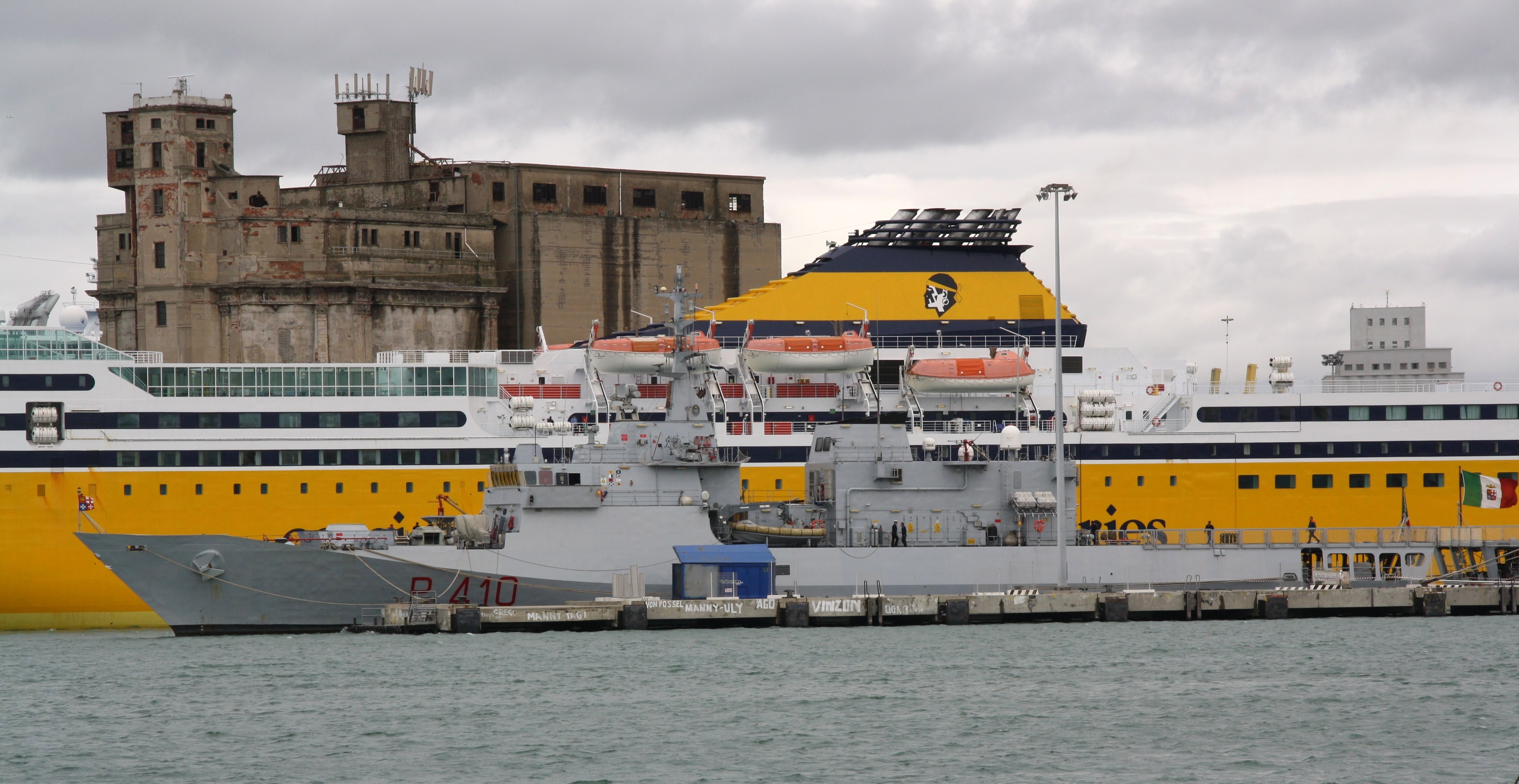